# بوب هاستينغز
بوب هاستينغز (بالإنجليزية: Bob Hastings)‏ هو ممثل أمريكي، ولد في 18 أبريل 1925 في بروكلين في الولايات المتحدة، وتوفي في 30 يونيو 2014 في بربانك في الولايات المتحدة بسبب سرطان البروستاتا.

## أعمال

### أفلام
- (1972) مغامرة بوسيدون[5][6][7]
- (1998) دكتور فريز الشرير وباتمان
- (2003) لغز المرأة الوطواط

### مسلسلات
- باتمان

## وصلات خارجية
- بوب هاستينغز على موقع IMDb (الإنجليزية)
- بوب هاستينغز على موقع ألو سيني (الفرنسية)
- بوب هاستينغز على موقع تيرنر كلاسيك موفيز (الإنجليزية)
- بوب هاستينغز على موقع أول موفي (الإنجليزية)
- بوب هاستينغز على موقع قاعدة بيانات الأفلام السويدية (السويدية)
- بوب هاستينغز على موقع إن إن دي بي (الإنجليزية)
- بوب هاستينغز على موقع قاعدة بيانات الفيلم (الإنجليزية)
- بوب هاستينغز على موقع كينوبويسك (الروسية)